# Demografia da Albânia
O auge populacional da Albânia foi no censo de 1989 com 3.182.417 habitantes. Já no censo de 2023 a população cai para 2.402.113 e uma densidade demográfica de 84 hab./km²

## Dados demográficos
População Total: Foi de 803.959 no primeiro censo de 1923 para os atuais 2.402.113 habitantes em 2023, já em queda após o auge de 1989.
Grupos Étnicos: A grande maioria da população, cerca de 95%, é de origem albanesa. Ainda há uma pequena parcela de gregos, cerca de 3%.
Religião: Existem dois principais grupos religiosos, os muçulmanos (que eram 68,5% da população em 1923 e cem anos depois são 58,67%) e os cristãos (eram 31% e atualmente 16%). Agnósticos e ateus, são 17,37%, fiéis de outras religiões somam 15,91%.
Idiomas: A língua oficial da Albânia é o albanês, falado como língua materna por 98,767% da população. O grego é língua materna de 0,5% da população. Os albaneses são considerados uma nação poliglota. Devido à imigração e à colonização do passado, falam geralmente mais de duas línguas. Inglês, italiano e grego são as mais difundidas.
IDH: 0,791(alto).

## Maiores cidades
O principal centro político e econômico do país é a capital Tirana. As cidades de Durrës, Vlorë e Escodra são importantes centros industriais.